# Casal de la Creu
El Casal de la Creu és una obra noucentista de Montmeló (Vallès Oriental) protegida com a Bé Cultural d'Interès Local.

## Descripció
És un bloc d'apartaments en forma octogonal, amb un pati interior a cel obert com a distribuïdor d'espais. És a dir, l'octògon rectangular s'envolta de dues balconeres on s'hi troben les portes d'accés als diferents pisos (en un principi eren catorze, actualment ha augmentat a setze). Originàriament era d'una alçada de dos pisos, però en l'actualitat s'hi ha construït un nou cos en la part superior. La façana consta d'una porta central flanquejada per dues columnetes sobre dos plints, dos balcons en el pis inferior i dos en el pis superior amb balustrades de pedra i un frontó rectangular que corona el conjunt. La mateixa estructura es repeteix a tres costats més de l'octògon, excepte la porta d'accés.

## Història
No s'ha pogut aconseguir la data de construcció, ni l'autor, però pensem que de 1920 aproximadament.